# Waka'

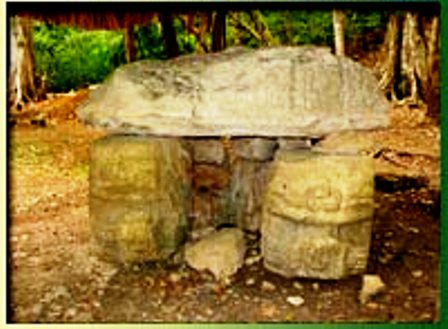
Bearbetat altare från El Perú (Waka') i Guatemala.

Waka' (eller El Perú) är en förkolumbiansk arkeologisk lokal från Mayakulturen som var bebodd under förklassiska och klassiska kulturperioderna (cirka 500 f.Kr. till 800 e.Kr.). Fyndplatsen var huvudstad i en mayansk stadsstat och är uppförd på en åsrygg i närheten av San Pedro-flodens stränder i departementet Petén i norra Guatemala. El Perú är beläget 60 km väster om Tikal.
Waka' återupptäcktes av oljeprospekterare på 1960-talet. Under 1970-talet dokumenterade Ian Graham, arkeolog från Harvard, monument på fyndplatsen. Därefter påbörjade David Freidel, från Southern Methodist University, och Héctor Escobedo, från University of San Carlos,  utgrävning av Waka' 2003.